# سام إم. لويس
سام إم. لويس (بالإنجليزية: Sam M. Lewis)‏ هو مغني وموسيقي وشاعر أمريكي، ولد في 25 أكتوبر 1885 في نيويورك في الولايات المتحدة، وتوفي بنفس المكان في 22 نوفمبر 1959.

## وصلات خارجية
- سام إم. لويس على موقع IMDb (الإنجليزية)
- سام إم. لويس على موقع ميوزك برينز (الإنجليزية)
- سام إم. لويس على موقع قاعدة بيانات برودواي على الإنترنت (الإنجليزية)
- سام إم. لويس على موقع قاعدة بيانات برودواي على الإنترنت (الإنجليزية)
- سام إم. لويس على موقع أول ميوزيك (الإنجليزية)
- سام إم. لويس على موقع أول ميوزيك (الإنجليزية)
- سام إم. لويس على موقع ديسكوغز (الإنجليزية)